# Mariestad BoIS HC
Mariestad BoIS HC, tidigare Mariestads BoIS, är en ishockeyklubb i Mariestad. 
Klubbens A-lag har spelat i Hockeyettan sedan säsongen 2000/2001 med undantag för säsongen 2008/2009 då man spelade i Hockeyallsvenskan. Där slutade man dock sist och har sedan dess spelat i Division 1 igen.
Klubben spelar sina hemmamatcher i Mariehus arena som har en kapacitet på cirka 2 500 personer. Deras officiella supporterklubb heter Oxarna och har drygt 100 medlemmar.
Flera ishockeyspelare har gått vidare till spel i Elitserien och landslaget, till exempel Tommy Samuelsson, Harald Lückner, Stefan Axelsson, Staffan Lundh, Peter Ottosson, Per Lundell, Johan Andersson, Sebastian Collberg, Eddie Larsson och  Viktor Andrén, Adam Werner.
Mariestad Bois har även framgångsrika junior- och ungdomslag, både J18 och J20 spelar i elit.

## Säsonger
Efter att ishockeyn i Mariestads CK gått in i Mariestads BoIS fortsatte man spela i Division II som ett lag i mitten/botten med enstaka säsonger i division III.
| Säsong                                       | Division              | Placering       | Vårserie                  | Kval/Playoff                                           |
| Mariestads BoIS                              | Mariestads BoIS       | Mariestads BoIS | Mariestads BoIS           | Mariestads BoIS                                        |
| -------------------------------------------- | --------------------- | --------------- | ------------------------- | ------------------------------------------------------ |
| 1967/1968                                    | Division II Västra B  | 2               |                           |                                                        |
| 1968/1969                                    | Division II Västra B  | 7               |                           |                                                        |
| 1969/1970                                    | Division II Västra B  | 12              |                           | nerflyttade                                            |
| 1970/1971                                    | Division III Västra E | 1               |                           | uppflyttade                                            |
| 1971/1972                                    | Division II Västra B  | 7               |                           |                                                        |
| 1972/1973                                    | Division II Västra B  | 8               |                           |                                                        |
| 1973/1974                                    | Division II Västra B  | 9               |                           | nerflyttade                                            |
| 1974–1982 spelade man i division II och III. |                       |                 |                           |                                                        |
| 1982/1983                                    | Division I Västra     | 7               | 4:a i fortsättningsserien |                                                        |
| 1983/1984                                    | Division I Västra     | 4               | 2:a i fortsättningsserien | Playoff: Besegrar Rögle och Huddinge, utslagna av HV71 |
| 1984/1985                                    | Division I Östra      | 5               | 3:a i fortsättningsserien |                                                        |
| 1985/1986                                    | Division I Östra      | 5               | 3:a i fortsättningsserien |                                                        |
| 1986/1987                                    | Division I Östra      | 5               | 3:a i fortsättningsserien |                                                        |
| 1987/1988                                    | Division I Västra     | 7               | 4:a i fortsättningsserien |                                                        |
| 1988/1989                                    | Division I Västra     | 6               | 3:a i fortsättningsserien |                                                        |
| 1989/1990                                    | Division I Södra      | 10              | 7:a i fortsättningsserien | 3:a i kvalserien till Division I, nerflyttade          |
| 1990–1994 spelade man i division II.         |                       |                 |                           |                                                        |
| 1994/1995                                    | Division I Södra      | 5               | 3:a i fortsättningsserien |                                                        |
| 1995/1996                                    | Division I Södra      | 3               | 5:a i fortsättningsserien |                                                        |
| 1996/1997                                    | Division I Södra      | 7               | 6:a i fortsättningsserien |                                                        |
| 1997/1998                                    | Division I Södra      | 10              | 8:a i fortsättningsserien | 6:a i kvalserien, nerflyttade                          |

Det ekonomiska läget var svårt och 1998 gick föreningen i konkurs och återstartades som Mariestads HC för att efter något år byta till nuvarande namn: Mariestads BoIS HC.
| Säsong                                                                       | Division                                                                     | Placering                                                                    | Vårserie                                                                     | Kval/Playoff                                                                            |
| Mariestads BoIS HC                                                           | Mariestads BoIS HC                                                           | Mariestads BoIS HC                                                           | Mariestads BoIS HC                                                           | Mariestads BoIS HC                                                                      |
| Efter konkurs spelade det nystartade laget i lägre divisioner åren 1998–2000 | Efter konkurs spelade det nystartade laget i lägre divisioner åren 1998–2000 | Efter konkurs spelade det nystartade laget i lägre divisioner åren 1998–2000 | Efter konkurs spelade det nystartade laget i lägre divisioner åren 1998–2000 | Efter konkurs spelade det nystartade laget i lägre divisioner åren 1998–2000            |
| ---------------------------------------------------------------------------- | ---------------------------------------------------------------------------- | ---------------------------------------------------------------------------- | ---------------------------------------------------------------------------- | --------------------------------------------------------------------------------------- |
| 2000/2001                                                                    | Division 1 Södra A                                                           | 1                                                                            | 6:a i Allettan Södra                                                         |                                                                                         |
| 2001/2002                                                                    | Division 1 Södra A                                                           | 4                                                                            | 6:a i Allettan Södra                                                         |                                                                                         |
| 2002/2003                                                                    | Division 1 Södra                                                             | 5                                                                            | 1:a i Förkval Södra B                                                        | 5:a i kvalserien till Allsvenskan södra                                                 |
| 2003/2004                                                                    | Division 1 Södra                                                             | 5                                                                            | 2:a i förkval Södra B                                                        |                                                                                         |
| 2004/2005                                                                    | Division 1 Södra                                                             | 4                                                                            | 2:a i Förkval                                                                |                                                                                         |
| 2005/2006                                                                    | Division 1E                                                                  | 1                                                                            |                                                                              | Playoff: Utslagna av Pantern och Örebro 5:a i kvalserien till Hockeyallsvenskan         |
| 2006/2007                                                                    | Division 1E                                                                  | 4                                                                            | 2:a i vårserien                                                              |                                                                                         |
| 2007/2008                                                                    | Division 1E                                                                  | 2                                                                            | 2:a i Allettan Södra                                                         | Playoff: Utslagna av Valbo 2:a i kvalserien till Hockeyallsvenskan, uppflyttade         |
| 2008/2009                                                                    | Hockeyallsvenskan                                                            | 16                                                                           |                                                                              | nerflyttade                                                                             |
| 2009/2010                                                                    | Division 1E                                                                  | 4                                                                            | 8:a i Allettan Södra                                                         |                                                                                         |
| 2010/2011                                                                    | Division 1E                                                                  | 3                                                                            | 7:a i Allettan Södra                                                         |                                                                                         |
| 2011/2012                                                                    | Division 1E                                                                  | 3                                                                            | 5:a i Allettan Södra                                                         |                                                                                         |
| 2012/2013                                                                    | Division 1E                                                                  | 4                                                                            | 5:a i Allettan Södra                                                         |                                                                                         |
| 2013/2014                                                                    | Division 1E                                                                  | 3                                                                            | 4:a i Allettan Södra                                                         | Playoff: Utslagna av Kristianstad                                                       |
| 2014/2015                                                                    | Hockeyettan Västra                                                           | 5                                                                            | 1:a i vårserien                                                              | Playoff: Utslagna av Västervik                                                          |
| 2015/2016                                                                    | Hockeyettan Västra                                                           | 3                                                                            | 6:a Allettan Norra                                                           |                                                                                         |
| 2016/2017                                                                    | Hockeyettan Västra                                                           | 2                                                                            | 3:a i Allettan Södra                                                         | Playoff: Vinner mot Asplöven, utslagna av Troja.                                        |
| 2017/2018                                                                    | Hockeyettan Västra                                                           | 3                                                                            | 4:a i Allettan Norra                                                         | Playoff: Besegrar Skövde, utslagna av Västerås                                          |
| 2018/2019                                                                    | Hockeyettan Västra                                                           | 3                                                                            | 8:a i Allettan Södra                                                         | Playoff: Utslagna av Visby/Roma                                                         |
| 2019/2020                                                                    | Hockeyettan Västra                                                           | 1                                                                            | 3:a i Allettan Södra                                                         | Playoff: Besegrar Östersund, sedan ställs säsongen in.                                  |
| 2020/2021                                                                    | Hockeyettan Västra                                                           | 2                                                                            | 7:a i Allettan Södra                                                         | Slutspel: Besegrar Eskilstuna, Dalen och Boden, 4:a i kvalserien till Hockeyallsvenskan |
| 2021/2022                                                                    | Hockeyettan Västra                                                           | 1                                                                            | 4:a i Allettan Södra                                                         | Slutspel: Utslagna av Halmstad                                                          |
| 2022/2023                                                                    | Hockeyettan Västra                                                           | 5                                                                            | 4:a i Allettan Södra                                                         | Slutspel: Besegrar Borlänge HF, utslagna av Piteå HC                                    |